# Naisjärvi (sjö i Finland)
Naisjärvi är en sjö i Finland. Den ligger i kommunen Pudasjärvi i landskapet Norra Österbotten, i den centrala delen av landet, 600 km norr om huvudstaden Helsingfors. Naisjärvi ligger 105,1 meter över havet. Den är 2 meter djup. Arean är 4,03 kvadratkilometer och strandlinjen är 20,87 kilometer lång. Sjön  ingår i Ijo älvs huvudavrinningsområde. 